# Łarisa Łazutina
Łarisa Jewgienijewna Łazutina z d. Pticyna (ros. Лариса Евгеньевна Лазутина; ur. 1 czerwca 1965 w Kondopodze) – rosyjska biegaczka narciarska, siedmiokrotna medalistka olimpijska, piętnastokrotna medalistka mistrzostw świata i dwukrotna zdobywczyni Pucharu Świata.

## Kariera
Urodziła się w rodzinie robotniczej. W 1972 r. rozpoczęła naukę w Kondopożskiej szkole średniej nr 1. Narciarstwo zaczęła trenować w piątej klasie. Po zakończeniu szkoły zaczęła studia w Chabarowskim państwowym instytucie kultury fizycznej, który ukończyła zdobywając specjalność trenera-wykładowcy. W 1989 r., będąc członkiem drużyny narodowej ZSRR, przeprowadziła się do Odincowa.
Na igrzyskach olimpijskich zdobyła aż 7 medali co czynią jedną z najbardziej utytułowanych pod tym względem biegaczek narciarskich w historii. Pasmo sukcesów rozpoczęło się na igrzyskach olimpijskich w Albertville w 1992 r. Zdobyła tam wraz z Jeleną Välbe, Raisą Smietaniną i Lubow Jegorową złoty medal w sztafecie 4 × 5 km. Indywidualnie także zaprezentowała się dobrze, w każdym starcie plasując się w czołowej dziesiątce. Podczas igrzysk olimpijskich w Lillehammer również zdobyła złoty medal w sztafecie, a w swoim najlepszym indywidualnym starcie, w biegu pościgowym, zajęła 4. miejsce. Igrzyska olimpijskie w Nagano były najlepszymi w jej karierze. Zdobyła tam złote medale w sztafecie, biegu pościgowym oraz w biegu na 5 km techniką klasyczną. Ponadto zdobyła także srebrny medal na dystansie 15 km techniką klasyczną, gdzie uległa jedynie swej rodaczce Oldze Daniłowej, oraz brązowy medal w biegu na 30 km techniką dowolną, w którym lepsze były zwyciężczyni Julija Czepałowa i druga na mecie Włoszka Stefania Belmondo.
Po sukcesach olimpijskich w 1998 r. Boris Jelcyn nadał jej tytuł bohatera narodowego. W czasie zimowych igrzysk olimpijskich w Salt Lake City w 2002 r. została zdyskwalifikowana razem z Olgą Daniłową za stosowanie dopingu (badanie krwi ujawniło obecność w organizmie biegaczek darbepoetyny alfa). Rosyjski Komitet Olimpijski uznał tę decyzję za niesprawiedliwą i dyskryminującą rosyjskich biegaczy.
Zdobyła także 15 medali mistrzostw świata w narciarstwie klasycznym, w tym aż 11 złotych. Na mistrzostwach świata zadebiutowała w 1987 r. podczas mistrzostw w Oberstdorfie. Wraz z Antoniną Ordiną, Niną Gawriluk i Anfisą Riezcową zdobyła tam złoty medal w sztafecie oraz brązowy medal w biegu na 20 km techniką dowolną. Kolejny medal zdobyła na mistrzostwach w Lahti w 1989 r. zajmując drugie miejsce w biegu na 30 km stylem dowolnym. Podczas mistrzostw świata w Falun zdobyła złote medale w sztafecie i biegu na 5 km techniką klasyczną oraz srebrny w biegu pościgowym, w którym lepsza okazała się Belmondo. Startowała także w biegach na 15 km techniką klasyczną oraz na 30 km techniką dowolną w obu przypadkach zajmując czwarte miejsce. Mistrzostwa świata w Thunder Bay były najlepszymi w jej karierze. Wraz z Olgą Daniłową, Jeleną Välbe i Niną Gawriluk zdobyła złoto w sztafecie. Ponadto zwyciężyła w biegach na 5 i 15 km techniką klasyczną i biegu pościgowym łącznie zdobywając 4 złote medale. Na mistrzostwach świata w Trondheim sztafeta rosyjska, w której biegła także Łazutina, ponownie zdobyła złoty medal. Indywidualnie jednak Łazutina zaprezentowała się słabiej nie zdobywając żadnego medalu. Dwa lata później, na mistrzostwach w Ramsau do swojej kolekcji dorzuciła kolejne dwa złote medale zdobyte w sztafecie oraz biegu na 30 km techniką klasyczną. Mistrzostwa świata w Lahti w 2001 r. były ostatnimi w jej karierze. Zdobyła tam swój piąty z rzędu złoty medal w sztafecie, srebrny medal w biegu łączonym na 10 km (wygrała Finka Virpi Kuitunen) oraz brązowy medal w biegu na 10 km techniką klasyczną (wygrała Norweżka Bente Skari).
Wygrała także trzykrotnie bieg na 30 km w czasie Holmenkollen ski festival (1995, 1998, oraz 2001). Za te i inne sukcesy sportowe w 1998 r. została nagrodzona medalem Holmenkollen razem norweskim dwuboistą z Fredem Børre Lundbergiem, rosyjskim biegaczem Aleksiejem Prokurorowem i fińskim biegaczem Harrim Kirvesniemim.
W Pucharze Świata w biegach narciarskich zadebiutowała w sezonie 1983/1984. Pierwszy raz stanęła na podium zawodów PŚ w sezonie 1986/1987 zajmując trzecie miejsce w Oberstdorfie w biegu na 20 km techniką dowolną. Począwszy od sezonu 1992/1993 aż do końca kariery w każdym kolejnym sezonie przynajmniej raz stawała na podium. Łącznie wygrała 21 zawodów, a 62 razy stawała na podium. Najlepsze wyniki osiągała w sezonie 1997/1998, kiedy to triumfowała w klasyfikacji generalnej i klasyfikacji długodystansowej, a w klasyfikacji sprintu była druga. Również w sezonie 1989/1990 zdobyła kryształową kulę. W sezonach 1994/1995, 1995/1996 i 2000/2001 była trzecia w klasyfikacji generalnej. Ponadto w sezonie 1999/2000 była trzecia w klasyfikacji generalnej i klasyfikacji średniodystansowej, a w klasyfikacji długich dystansów zdobyła małą kryształową kulę. W sezonie 1998/1999 była trzecia w klasyfikacji długodystansowej.

## Osiągnięcia

### Igrzyska olimpijskie
| Miejsce | Dzień     | Rok  | Miejscowość    | Konkurencja             | Czas biegu | Strata  | Zwyciężczyni      |
| ------- | --------- | ---- | -------------- | ----------------------- | ---------- | ------- | ----------------- |
| 7.      | 13 lutego | 1992 | Albertville    | 5 km stylem klasycznym  | 14:13,8    | +27,9   | Marjut Lukkarinen |
| 8.      | 15 lutego | 1992 | Albertville    | 5+10 km pościgowy       | 40:07,7    | +1:41,1 | Lubow Jegorowa    |
| 1.      | 17 lutego | 1992 | Albertville    | Sztafeta 4 × 5 km       | 59:34,8    | –       | –                 |
| 5.      | 21 lutego | 1992 | Albertville    | 5+10 km pościgowy       | 40:07,7    | +4:01,7 | Lubow Jegorowa    |
| 5.      | 13 lutego | 1994 | Lillehammer    | 15 km stylem dowolnym   | 39:44,5    | +2:13,1 | Manuela Di Centa  |
| 6.      | 15 lutego | 1994 | Lillehammer    | 5 km stylem klasycznym  | 14:08,8    | +35,4   | Lubow Jegorowa    |
| 4.      | 17 lutego | 1994 | Lillehammer    | 5+10 km pościgowy       | 41:38,9    | +57,9   | Lubow Jegorowa    |
| 1.      | 21 lutego | 1994 | Lillehammer    | Sztafeta 4 × 5 km       | 57:12,5    | –       | –                 |
| 2.      | 8 lutego  | 1998 | Nagano         | 15 km stylem klasycznym | 46:55,4    | +5,6    | Olga Daniłowa     |
| 1.      | 10 lutego | 1998 | Nagano         | 5 km stylem klasycznym  | 17:37,9    | –       | –                 |
| 1.      | 12 lutego | 1998 | Nagano         | 5+10 km pościgowy       | 46:06,9    | –       | –                 |
| 1.      | 15 lutego | 1998 | Nagano         | Sztafeta 4 × 5 km       | 55:13,5    | –       | –                 |
| 3.      | 20 lutego | 1998 | Nagano         | 30 km stylem dowolnym   | 1:22:01,5  | +1:14,2 | Julija Czepałowa  |
| 2.      | 9 lutego  | 2002 | Salt Lake City | 15 km stylem dowolnym   | 39:54,4    | +1,8    | Stefania Belmondo |
| 4.      | 12 lutego | 2002 | Salt Lake City | 10 km stylem klasycznym | 28:05,6    | +16,0   | Bente Skari       |
| 2.      | 15 lutego | 2002 | Salt Lake City | 10 km łączony           | 25:09,9    | –       | Beckie Scott      |
| DNS     | 21 lutego | 2002 | Salt Lake City | Sztafeta 4 × 5 km       | 49:30,6    | –       | Niemcy            |
| 1.      | 24 lutego | 2002 | Salt Lake City | 30 km stylem klasycznym | 1:30:57,1  | –       | Gabriella Paruzzi |

### Mistrzostwa świata
| Miejsce | Dzień     | Rok  | Miejscowość | Konkurencja             | Czas biegu | Strata  | Zwyciężczyni                   |
| ------- | --------- | ---- | ----------- | ----------------------- | ---------- | ------- | ------------------------------ |
| 7.      | 13 lutego | 1987 | Oberstdorf  | 10 km stylem klasycznym | 31:49,5    | +46,3   | Anne Jahren                    |
| 1.      | 18 lutego | 1987 | Oberstdorf  | Sztafeta 4 × 5 km       | 58:08,8    | –       | –                              |
| 3.      | 20 lutego | 1987 | Oberstdorf  | 20 km stylem dowolnym   | 57:20,5    | +1:08,2 | Marie-Helene Westin            |
| 8.      | 19 lutego | 1989 | Lahti       | 10 km stylem dowolnym   | 27:04,5    | +1:25,7 | Jelena Välbe                   |
| 9.      | 21 lutego | 1989 | Lahti       | 15 km stylem klasycznym | 47:46,6    | +2:11,3 | Marjo Matikainen               |
| 2.      | 25 lutego | 1989 | Lahti       | 30 km stylem dowolnym   | 1:29:59,7  | +8,0    | Jelena Välbe                   |
| 4.      | 19 lutego | 1993 | Falun       | 15 km stylem klasycznym | 44:49,0    | +1:17,3 | Jelena Välbe                   |
| 1.      | 21 lutego | 1993 | Falun       | 5 km stylem klasycznym  | 14:07,6    | –       | –                              |
| 2.      | 23 lutego | 1993 | Falun       | 5+10 km pościgowy       | 40:19,0    | +0,4    | Stefania Belmondo              |
| 1.      | 25 lutego | 1993 | Falun       | Sztafeta 4 × 5 km       | 54:15,7    | –       | –                              |
| 4.      | 27 lutego | 1993 | Falun       | 30 km stylem dowolnym   | 1:22:41,3  | +48,4   | Stefania Belmondo              |
| 1.      | 10 marca  | 1995 | Thunder Bay | 15 km stylem klasycznym | 41:27,5    | –       | –                              |
| 1.      | 12 marca  | 1995 | Thunder Bay | 5 km stylem klasycznym  | 15:23,7    | –       | –                              |
| 1.      | 14 marca  | 1995 | Thunder Bay | 5+10 km pościgowy       | 43:19,6    | –       | –                              |
| 1.      | 16 marca  | 1995 | Thunder Bay | Sztafeta 4 × 5 km       | 53:47,6    | –       | –                              |
| 5.      | 18 marca  | 1995 | Thunder Bay | 30 km stylem dowolnym   | 1:16:27,3  | +48,4   | Jelena Välbe                   |
| 10.     | 21 lutego | 1997 | Trondheim   | 15 km stylem dowolnym   | 36:28,2    | +1:45,7 | Jelena Välbe                   |
| 4.      | 23 lutego | 1997 | Trondheim   | 5 km stylem klasycznym  | 13:32,7    | +18,1   | Jelena Välbe                   |
| 6.      | 24 lutego | 1997 | Trondheim   | 5+10 km pościgowy       | 39:13,5    | +1:33,5 | Stefania Belmondo Jelena Välbe |
| 1.      | 27 lutego | 1997 | Trondheim   | Sztafeta 4 × 5 km       | 56:40,2    | –       | –                              |
| 4.      | 23 lutego | 1997 | Trondheim   | 30 km stylem klasycznym | 13:32,7    | +1:51,2 | Jelena Välbe                   |
| 8.      | 19 lutego | 1999 | Ramsau      | 15 km stylem dowolnym   | 38:49,0    | +2:17,3 | Stefania Belmondo              |
| 1.      | 25 lutego | 1999 | Ramsau      | Sztafeta 4 × 5 km       | 53:05,9    | –       | –                              |
| 1.      | 27 lutego | 1999 | Ramsau      | 30 km stylem klasycznym | 1:29:19,9  | –       | –                              |
| 7.      | 15 lutego | 2001 | Lahti       | 15 km stylem klasycznym | 43:54,8    | +1:56,9 | Bente Skari                    |
| 2.      | 18 lutego | 2001 | Lahti       | 10 km łączony           | 28:06,1    | +2,8    | Virpi Kuitunen                 |
| 3.      | 20 lutego | 2001 | Lahti       | 10 km stylem klasycznym | 29:13,5    | +31,4   | Bente Skari                    |
| 1.      | 23 lutego | 2001 | Lahti       | Sztafeta 4 × 5 km       | 53:01,6    | –       | –                              |

### Mistrzostwa świata juniorów
| Miejsce | Dzień     | Rok  | Miejscowość | Konkurencja             | Wynik   | Strata | Zwyciężczyni      |
| ------- | --------- | ---- | ----------- | ----------------------- | ------- | ------ | ----------------- |
| 8.      | 3 lutego  | 1984 | Trondheim   | 10 km stylem klasycznym | 32:48,5 | +57,7  | Anfisa Romanowa   |
| 4.      | 14 lutego | 1985 | Täsch       | 10 km stylem klasycznym | 31:24,3 | +35,1  | Anna-Lena Fritzon |
| 1.      | 16 lutego | 1985 | Täsch       | Sztafeta 3 × 5 km       | 44:47,1 | –      | –                 |

### Puchar Świata

#### Miejsca w klasyfikacji generalnej
- sezon 1983/1984: 49.
- sezon 1985/1986: 25.
- sezon 1986/1987: 13.
- sezon 1988/1989: 5.
- sezon 1989/1990: 1.
- sezon 1991/1992: 11.
- sezon 1992/1993: 4.
- sezon 1993/1994: 5.
- sezon 1994/1995: 3.
- sezon 1995/1996: 3.
- sezon 1996/1997: 8.
- sezon 1997/1998: 1.
- sezon 1998/1999: 5.
- sezon 1999/2000: 3.
- sezon 2000/2001: 3.
- sezon 2001/2002: 54.

#### Zwycięstwa w zawodach Pucharu Świata
| Nr  | Dzień        | Rok  | Miejscowość    | Konkurencja             | Czas biegu  |
| --- | ------------ | ---- | -------------- | ----------------------- | ----------- |
| 1.  | 15 grudnia   | 1989 | Thunder Bay    | 15 km stylem klasycznym | –           |
| 2.  | 21 lutego    | 1993 | Falun          | 5 km stylem klasycznym  | 14:07,6 min |
| 3.  | 19 marca     | 1994 | Thunder Bay    | 5 km stylem klasycznym  | 13:11,0 min |
| 4.  | 11 lutego    | 1995 | Oslo           | 30 km stylem klasycznym | 1:27:38,5 h |
| 5.  | 10 marca     | 1995 | Thunder Bay    | 15 km stylem klasycznym | 41:27,5 min |
| 6.  | 12 marca     | 1995 | Thunder Bay    | 5 km stylem klasycznym  | 15:23,7 min |
| 7.  | 14 marca     | 1995 | Thunder Bay    | 5+10 km pościgowy       | 43:19,6 min |
| 8.  | 17 grudnia   | 1995 | Santa Caterina | 10 km stylem klasycznym | 30:18,3 min |
| 9.  | 22 listopada | 1997 | Beitostølen    | 5 km stylem klasycznym  | 12:52,0 min |
| 10. | 16 grudnia   | 1997 | Val di Fiemme  | 15 km stylem dowolnym   | 37:40,4 min |
| 11. | 11 marca     | 1998 | Falun          | 5 km stylem dowolnym    | 13:09,7 min |
| 12. | 14 marca     | 1998 | Oslo           | 30 km stylem klasycznym | 1:41:41,2 h |
| 13. | 27 lutego    | 1999 | Ramsau         | 30 km stylem klasycznym | 1:29:19,9 h |
| 14. | 7 marca      | 1999 | Lahti          | 10 km stylem klasycznym | 29:15,6 min |
| 15. | 13 marca     | 1999 | Falun          | 15 km stylem klasycznym | 42:18,8 min |
| 16. | 12 grudnia   | 1999 | Sappada        | 7,5 km stylem dowolnym  | 32:12,7 min |
| 17. | 12 stycznia  | 2000 | Nové Město     | 10 km stylem klasycznym | 29:59,0 min |
| 18. | 5 lutego     | 2000 | Lillehammer    | 10 km stylem dowolnym   | 27:03,7 min |
| 19. | 5 marca      | 2000 | Lahti          | 15 km stylem klasycznym | 41:16,1 min |
| 20. | 10 marca     | 2001 | Oslo           | 30 km stylem klasycznym | 1:27:50,2 h |
| 21. | 18 marca     | 2001 | Falun          | 10 km stylem klasycznym | 27:12,9 min |

#### Miejsca na podium
| Nr  | Dzień        | Rok  | Miejscowość    | Konkurencja              | Czas biegu  | Strata      | Miejsce | Zwycięzca             |
| --- | ------------ | ---- | -------------- | ------------------------ | ----------- | ----------- | ------- | --------------------- |
| 1.  | 20 lutego    | 1987 | Oberstdorf     | 20 km stylem dowolnym    | 57:20,5 min | +1:28,2 min | 3       | Marie-Helene Westin   |
| 2.  | 14 grudnia   | 1988 | Campra         | 15 km stylem dowolnym    | ?           | ?           | 3       | Jelena Välbe          |
| 3.  | 25 lutego    | 1989 | Lahti          | 30 km stylem dowolnym    | 1:29:59,7 h | +8,0 s      | 2       | Jelena Välbe          |
| 4.  | 10 grudnia   | 1989 | Soldier Hollow | 15 km stylem dowolnym    | ?           | ?           | 2       | Stefania Belmondo     |
| 5.  | 15 grudnia   | 1989 | Thunder Bay    | 15 km stylem klasycznym  | ?           | ?           | 1       | –                     |
| 6.  | 14 stycznia  | 1990 | Moskwa         | 7,5 km stylem klasycznym | ?           | ?           | 3       | Trude Dybendahl       |
| 7.  | 18 lutego    | 1990 | Pontresina     | 15 km stylem dowolnym    | 12:54,4 min | –           | 3       | Manuela Di Centa      |
| 8.  | 2 marca      | 1990 | Lahti          | 5 km stylem dowolnym     | ?           | ?           | 3       | Jelena Välbe          |
| 9.  | 10 marca     | 1990 | Örnsköldsvik   | 10 km stylem klasycznym  | ?           | ?           | 3       | Trude Dybendahl       |
| 10. | 17 marca     | 1990 | Vang           | 10+10 km pościgowy       | ?           | ?           | 2       | Trude Dybendahl       |
| 11. | 12 grudnia   | 1992 | Ramsau         | 5 km stylem klasycznym   | 15:29,2 min | +2,1 s      | 3       | Kateřina Neumannová   |
| 12. | 18 grudnia   | 1992 | Val di Fiemme  | 15 km stylem dowolnym    | 39:18,7 min | +35,2 s     | 2       | Lubow Jegorowa        |
| 13. | 21 lutego    | 1993 | Falun          | 5 km stylem klasycznym   | 14:07,6 min | –           | 1       | –                     |
| 14. | 23 lutego    | 1993 | Falun          | 5+10 km pościgowy        | 40:19,0min  | +0,4 s      | 2       | Stefania Belmondo     |
| 15. | 19 marca     | 1994 | Thunder Bay    | 5 km stylem klasycznym   | 13:11,0 min | –           | 1       | –                     |
| 16. | 20 marca     | 1994 | Thunder Bay    | 10 km stylem dowolnym    | 38:18,3 min | +15,5 s     | 2       | Manuela Di Centa      |
| 17. | 14 stycznia  | 1995 | Nové Město     | 15 km stylem klasycznym  | 42:51,7 min | +16,3 s     | 2       | Jelena Välbe          |
| 18. | 28 stycznia  | 1995 | Lahti          | 10 km stylem klasycznym  | 29:50,1 min | +3,9 s      | 3       | Inger Helene Nybråten |
| 19. | 4 lutego     | 1995 | Falun          | 10 km stylem klasycznym  | 27:22,9 min | +3,2 s      | 3       | Nina Gawriluk         |
| 20. | 5 lutego     | 1995 | Falun          | 10 km stylem dowolnym    | 53:39,7 min | +1,7 s      | 3       | Jelena Välbe          |
| 21. | 11 lutego    | 1995 | Oslo           | 30 km stylem klasycznym  | 1:27:38,5 h | –           | 1       | –                     |
| 22. | 10 marca     | 1995 | Thunder Bay    | 15 km stylem klasycznym  | 41:27,5 min | –           | 1       | –                     |
| 23. | 12 marca     | 1995 | Thunder Bay    | 5 km stylem klasycznym   | 15:23,7 min | –           | 1       | –                     |
| 24. | 14 marca     | 1995 | Thunder Bay    | 5+10 km pościgowy        | 43:19,6 min | –           | 1       | –                     |
| 25. | 25 marca     | 1995 | Sapporo        | 15 km stylem dowolnym    | 45:09,4 min | +29,5 s     | 2       | Jelena Välbe          |
| 26. | 10 grudnia   | 1995 | Davos          | 10 km stylem klasycznym  | 41:12,1 min | +16,5 s     | 3       | Lubow Jegorowa        |
| 27. | 17 grudnia   | 1995 | Santa Caterina | 10 km stylem klasycznym  | 30:18,3 min | –           | 1       | –                     |
| 28. | 13 stycznia  | 1996 | Nové Město     | 10 km stylem klasycznym  | 32:53,1 min | +12,9 s     | 3       | Jelena Välbe          |
| 29. | 11 lutego    | 1996 | Kawgołowo      | 10 km stylem klasycznym  | 29:02,1 min | +9,9 s      | 2       | Manuela Di Centa      |
| 30. | 24 lutego    | 1996 | Trondheim      | 5 km stylem klasycznym   | 13:28,1 min | +12,6 s     | 3       | Manuela Di Centa      |
| 31. | 16 marca     | 1996 | Oslo           | 30 stylem klasycznym     | 1:29:49,3 h | +41,5 s     | 2       | Nina Gawriluk         |
| 32. | 5 stycznia   | 1997 | Kawgołowo      | 15 km stylem dowolnym    | 47:32,6 min | +15,7 s     | 2       | Jelena Välbe          |
| 33. | 22 listopada | 1997 | Beitostølen    | 5 km stylem klasycznym   | 12:52,0 min | –           | 1       | –                     |
| 34. | 13 grudnia   | 1997 | Val di Fiemme  | 5 km stylem klasycznym   | 13:28,7 min | +18,8 s     | 3       | Bente Skari           |
| 35. | 16 grudnia   | 1997 | Val di Fiemme  | 15 km stylem dowolnym    | 37:40,4 min | –           | 1       | –                     |
| 36. | 4 stycznia   | 1998 | Kawgołowo      | 10 km stylem dowolnym    | 26:00,5 min | +17,6 s     | 3       | Julija Czepałowa      |
| 37. | 9 stycznia   | 1998 | Ramsau         | 5 km stylem klasycznym   | 12:54,4 min | +1,5 s      | 2       | Bente Skari           |
| 38. | 11 stycznia  | 1998 | Ramsau         | 10 km stylem klasycznym  | 38:04,4 min | +11,8 s     | 2       | Stefania Belmondo     |
| 39. | 7 marca      | 1998 | Lahti          | 15 km stylem dowolnym    | 38:49,3 min | +14,5 s     | 2       | Stefania Belmondo     |
| 40. | 11 marca     | 1998 | Falun          | 5 km stylem dowolnym     | 13:09,7 min | –           | 1       | –                     |
| 41. | 14 marca     | 1998 | Oslo           | 30 km stylem klasycznym  | 1:41:41,2 h | –           | 1       | –                     |
| 42. | 19 grudnia   | 1998 | Davos          | 15 km stylem klasycznym  | 41:11,0 min | +11,6 s     | 3       | Olga Daniłowa         |
| 43. | 27 lutego    | 1999 | Ramsau         | 30 km stylem klasycznym  | 1:29:19,9 h | –           | 1       | –                     |
| 44. | 7 marca      | 1999 | Lahti          | 10 km stylem klasycznym  | 29:15,6 min | –           | 1       | –                     |
| 45. | 13 marca     | 1999 | Falun          | 15 km stylem klasycznym  | 42:18,8 min | –           | 1       | –                     |
| 46. | 10 grudnia   | 1999 | Sappada        | 10 km stylem dowolnym    | 27:35,0 min | +5,8 s      | 2       | Kristina Šmigun       |
| 47. | 12 grudnia   | 1999 | Sappada        | 7,5 km stylem dowolnym   | 32:12,7 min | –           | 1       | –                     |
| 48. | 18 grudnia   | 1999 | Davos          | 15 km stylem klasycznym  | 42:36,6 min | +11,9 s     | 2       | Olga Daniłowa         |
| 49. | 12 stycznia  | 2000 | Nové Město     | 10 km stylem klasycznym  | 29:59,0 min | –           | 1       | –                     |
| 50. | 5 lutego     | 2000 | Lillehammer    | 10 km stylem dowolnym    | 27:03,7 min | –           | 1       | –                     |
| 51. | 20 lutego    | 2000 | Lamoura Mouthe | 44 km stylem dowolnym    | 2:27:11,1 h | +7,4 s      | 3       | Stefania Belmondo     |
| 52. | 26 lutego    | 2000 | Falun          | 10 km stylem dowolnym    | 27:21,3 min | +20,7 s     | 3       | Julija Czepałowa      |
| 53. | 5 marca      | 2000 | Lahti          | 15 km stylem klasycznym  | 41:16,1 min | –           | 1       | –                     |
| 54. | 11 marca     | 2000 | Oslo           | 30 km stylem klasycznym  | 1:23:16,8 h | +21,2 s     | 2       | Olga Daniłowa         |
| 55. | 8 grudnia    | 2000 | Santa Caterina | 10 km stylem dowolnym    | 26:09,5 min | +1:04,7 min | 3       | Julija Czepałowa      |
| 56. | 16 grudnia   | 2000 | Brusson        | 10 km stylem klasycznym  | 27:39,2 min | +31,1 s     | 3       | Bente Skari           |
| 57. | 4 marca      | 2001 | Kawgołowo      | 15 km stylem dowolnym    | 40:06,5 min | +15,3 s     | 1       | Julija Czepałowa      |
| 58. | 10 marca     | 2001 | Oslo           | 30 km stylem klasycznym  | 1:27:50,2 h | –           | 1       | –                     |
| 59. | 14 marca     | 2001 | Borlänge       | 5 km stylem dowolnym     | 13:03,4 min | +12,6 s     | 3       | Julija Czepałowa      |
| 60. | 17 marca     | 2001 | Falun          | 10 km stylem dowolnym    | 25:22,6 min | +16,3 s     | 2       | Julija Czepałowa      |
| 61. | 18 marca     | 2001 | Falun          | 10 km stylem klasycznym  | 27:12,9 min | –           | 1       | –                     |
| 62. | 24 marca     | 2001 | Kuopio         | 40 km stylem dowolnym    | 1:49:34,8 h | +2,7 s      | 3       | Julija Czepałowa      |